# Kościół farny św. Jakuba w Rothenburgu ob der Tauber
Kościół farny św. Jakuba (niem. Stadtpfarrkirche St. Jakob) – gotycka świątynia luterańska, znajdująca się w niemieckim mieście Rothenburg ob der Tauber.

## Historia
Pierwszy kościół parafialny w Rothenburgu wzniesiono w roku 1270, była to romańska świątynia. W 1311 rozpoczęto budowę prezbiterium, a w 1373 na miejscu romańskiej nawy zaczęto wznosić gotycki korpus nawowy wg projektu norymberskich mistrzów Heinricha i Hansa Staudiglów oraz Konrada Eschenbacha. W latach 1453–1471 budynek przedłużono na zachód o kaplicę Najświętszej Krwi Chrystusa. W 1484 ukończono budowę świątyni, a w następnym roku miała miejsce konsekracja. W 1525, w trakcie tzw. wojny chłopskiej, przywódca antyfeudalnego zrywu Florian Geyer wygłosił w świątyni przemówienie. Od 1544 kościół należy do protestantów. W 1852 miała miejsce restauracja budowli nadzorowana przez historyka Carla Alexandra Heideloffa.

## Architektura
Świątynia gotycka, trójnawowa, o układzie bazylikowym. Do prezbiterium z obu stron dostawiono dwie wieże nierównej wysokości. Wedle legendy, podczas ich budowy mistrz i czeladnik założyli się, kto zbuduje wyższą wieżę. Gdy południowa wieża mistrza okazała się niższa, zrozpaczony budowniczy rzucił się z niej, a za nim skoczył jego pies. W nawiązaniu do tej legendy południową wieżę zdobi figura psa. Zachodnią kaplicę Najświętszej Krwi Chrystusa wzniesiono na arkadzie ponad ulicą. Przy południowej wieży ustawiono rzeźby Jezusa Chrystusa modlącego się w Ogrodzie Oliwnym w otoczeniu swoich śpiących uczniów, myśliwych oraz anioła trzymającego kielich. Grupa ta powstawała w dwóch etapach, datowanych na lata 1450–1460 i na około 1500 rok, a około 1900 roku poddano ją restauracji.

## Wyposażenie
Ołtarz główny poświęcony jest dwunastu apostołom, których wizerunki przedstawiono na predelli w otoczeniu Jezusa Chrystusa. W centralnej części znajduje się krucyfiks oraz figury świętych: Elżbiety, Jakuba, Maryi, Jana Ewangelisty, Leonarda i Antoniego Opata, nieznanego autorstwa. Malowidła na bocznych skrzydłach ołtarza wykonał Friedrich Herlin. Na odwrocie znajduje się widok miasta z 1466 oraz przedstawienia pielgrzymów zmierzających Drogą św. Jakuba. W prezbiterium zachowały się również średniowieczne witraże ze szkła ołowiowego. Neogotycka ambona pochodzi z 1854 roku.
Ołtarz Krwi Chrystusa został wykonany w latach 1500–1505 przez Tilmana Riemenschneidera. Przedstawia on sceny wjazdu Chrystusa do Jerozolimy, ostatniej wieczerzy oraz modlitwy w Ogrodzie Oliwnym. Centralną postacią na ołtarzu jest figura Judasza, która jest ruchoma, a po jej wyjęciu odsłania ona postać Jana Ewangelisty. W ołtarzu zainstalowano XIII-wieczny, kryształowy relikwiarz Krwi Pańskiej.
Ustawione na emporze organy, które wykonało w 1968 roku przedsiębiorstwo Rieger Orgelbau, składają się z około 5500 piszczałek zgrupowanych w 69 głosów. W 2021 instrument poddano oczyszczeniu i gruntownej renowacji.
Na dwóch wieżach świątyni zawieszono łącznie 6 dzwonów, odlanych w latach 1626–1627 przez lotaryńskich ludwisarzy Petrusa Buleviliusa i Caspara Delsona.

## Galeria

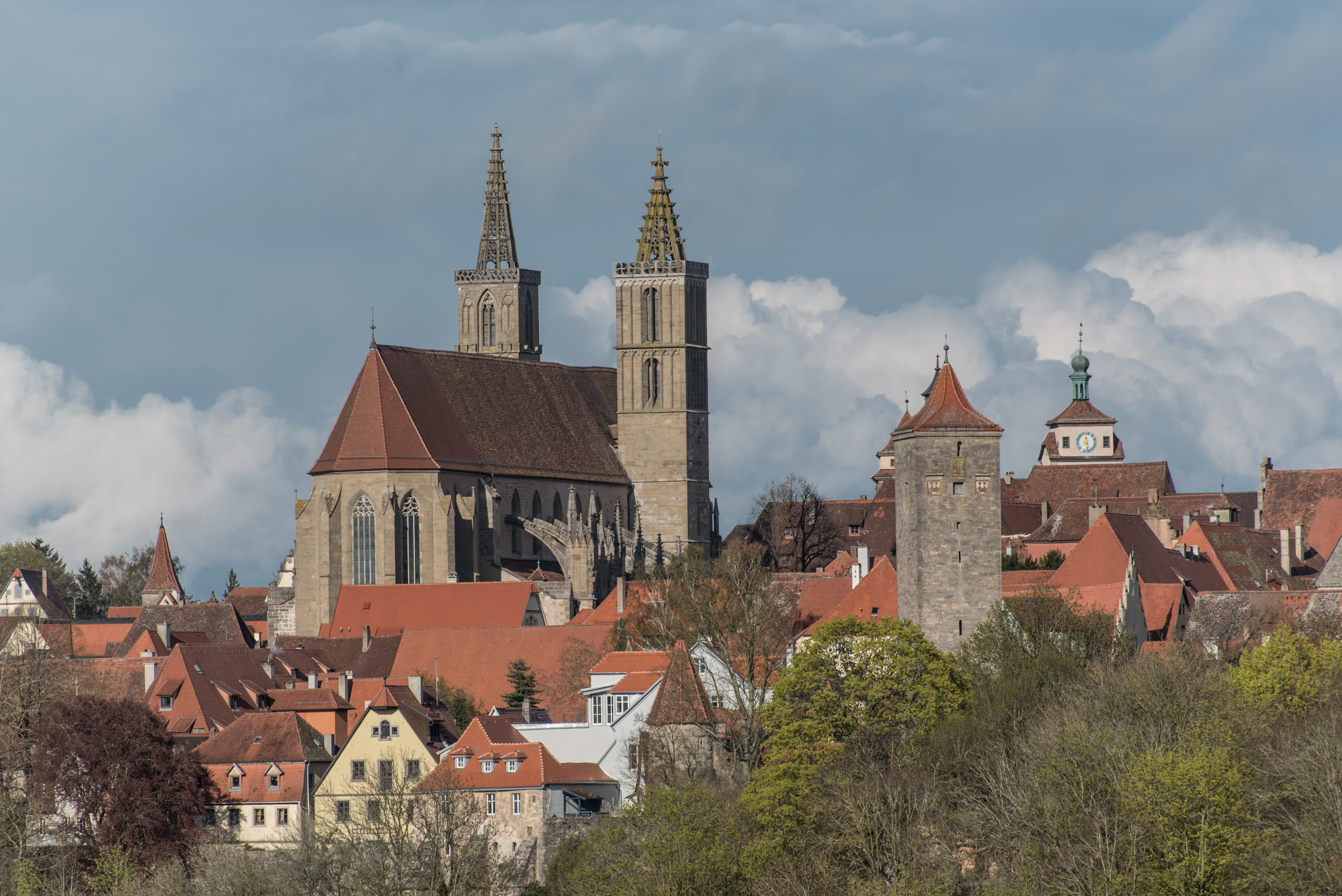
Od południowego zachodu
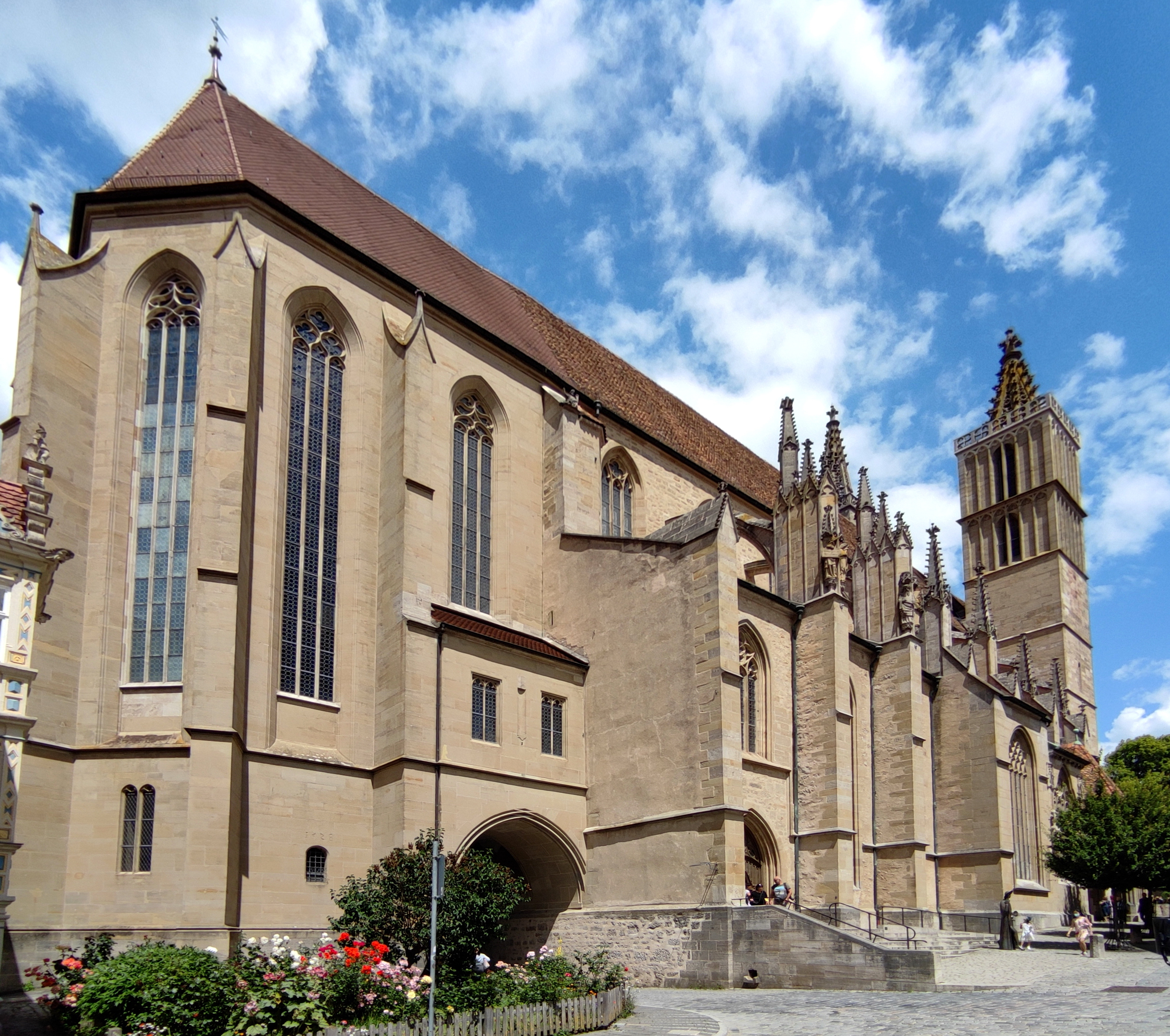
Od południowego zachodu
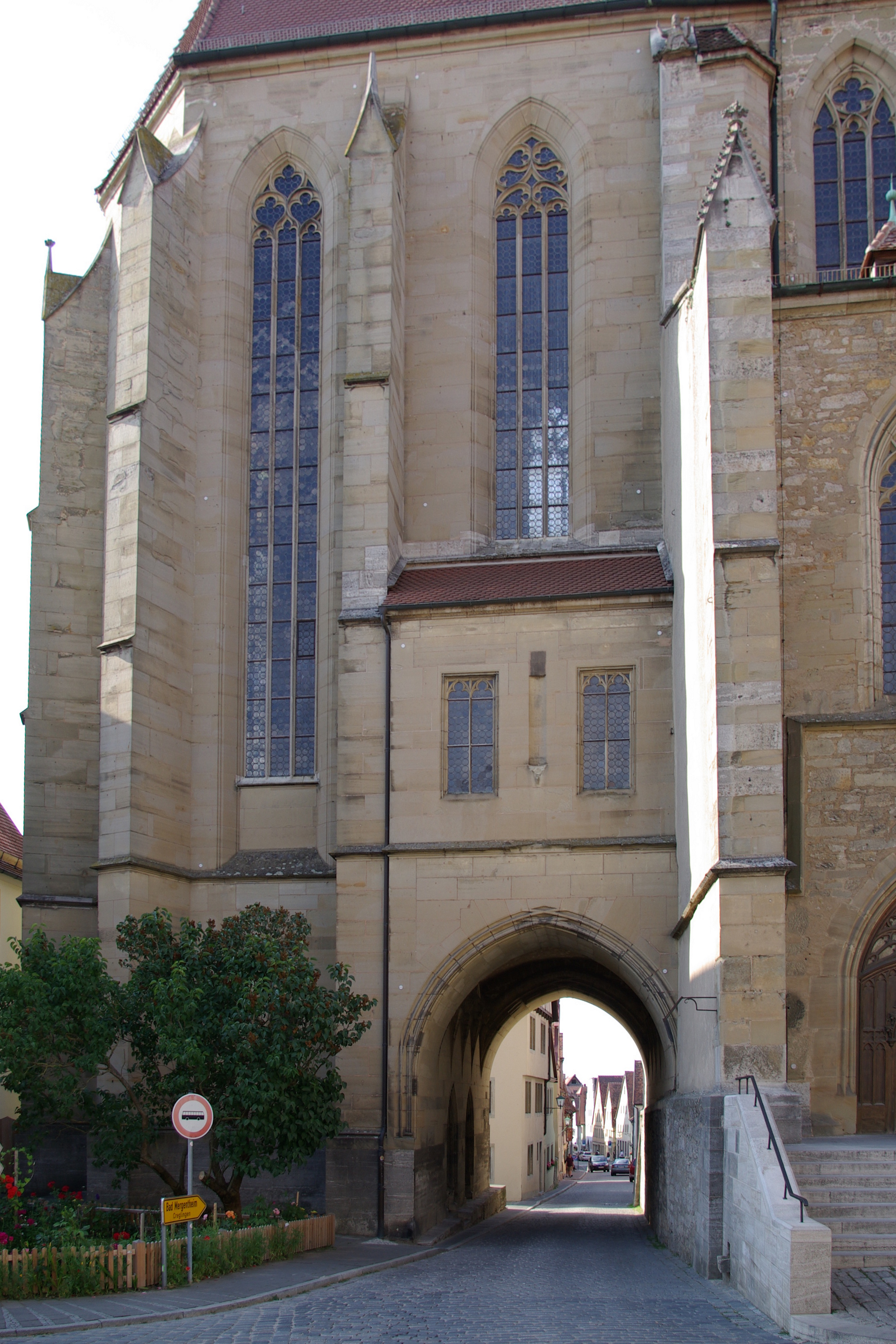
Przejazd pod kaplicą Krwi Chrystusa
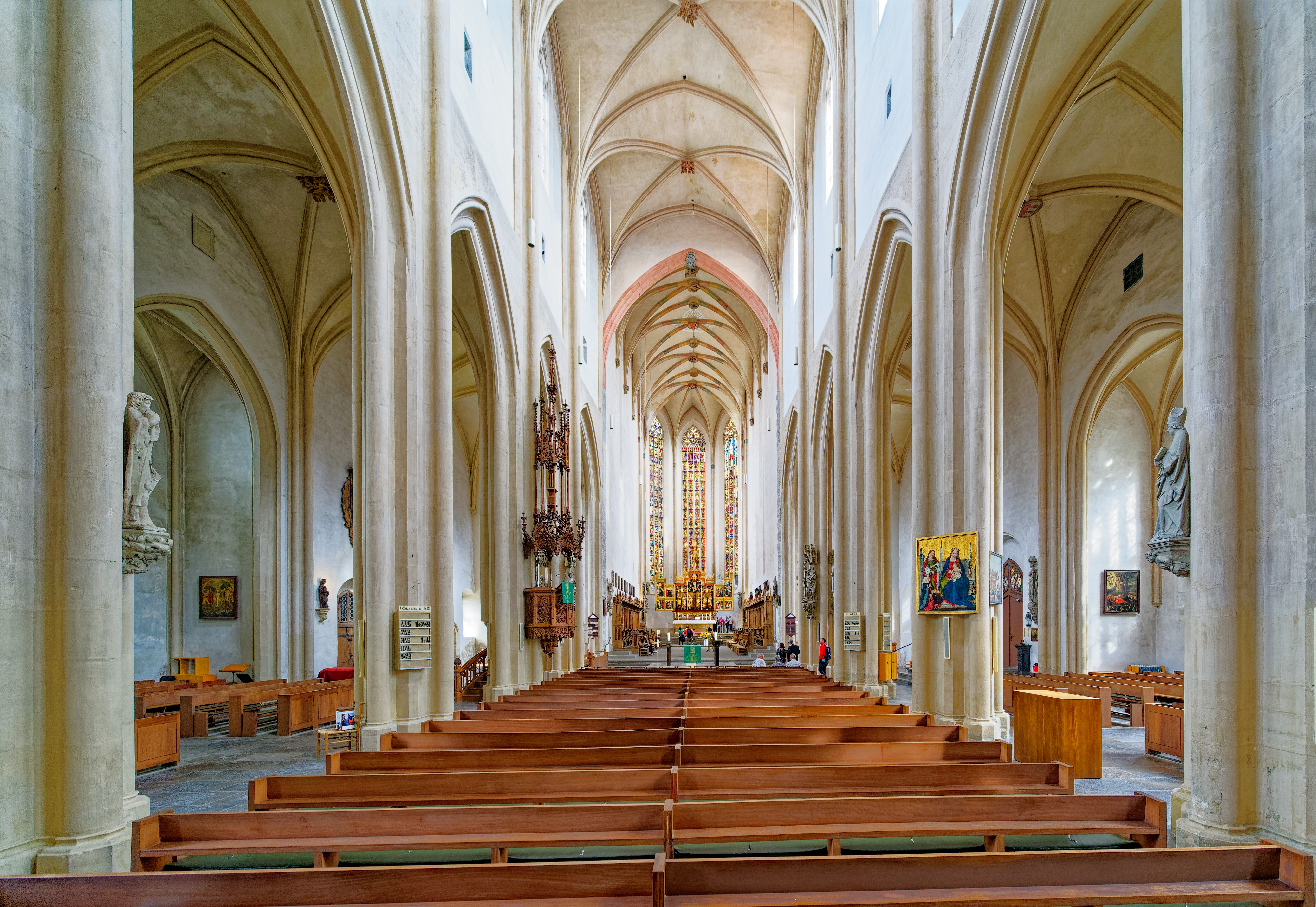
Wnętrze
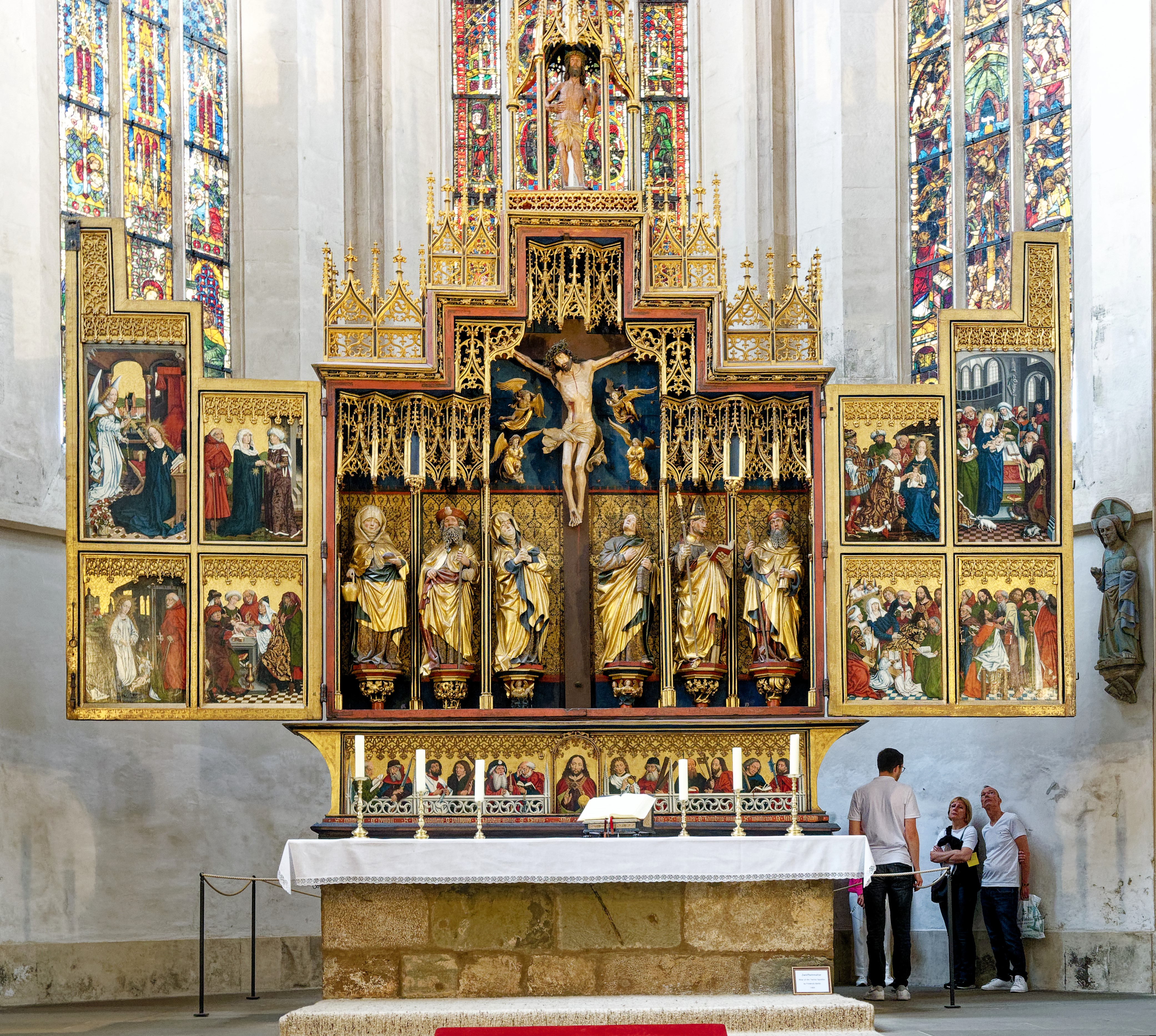
Ołtarz główny
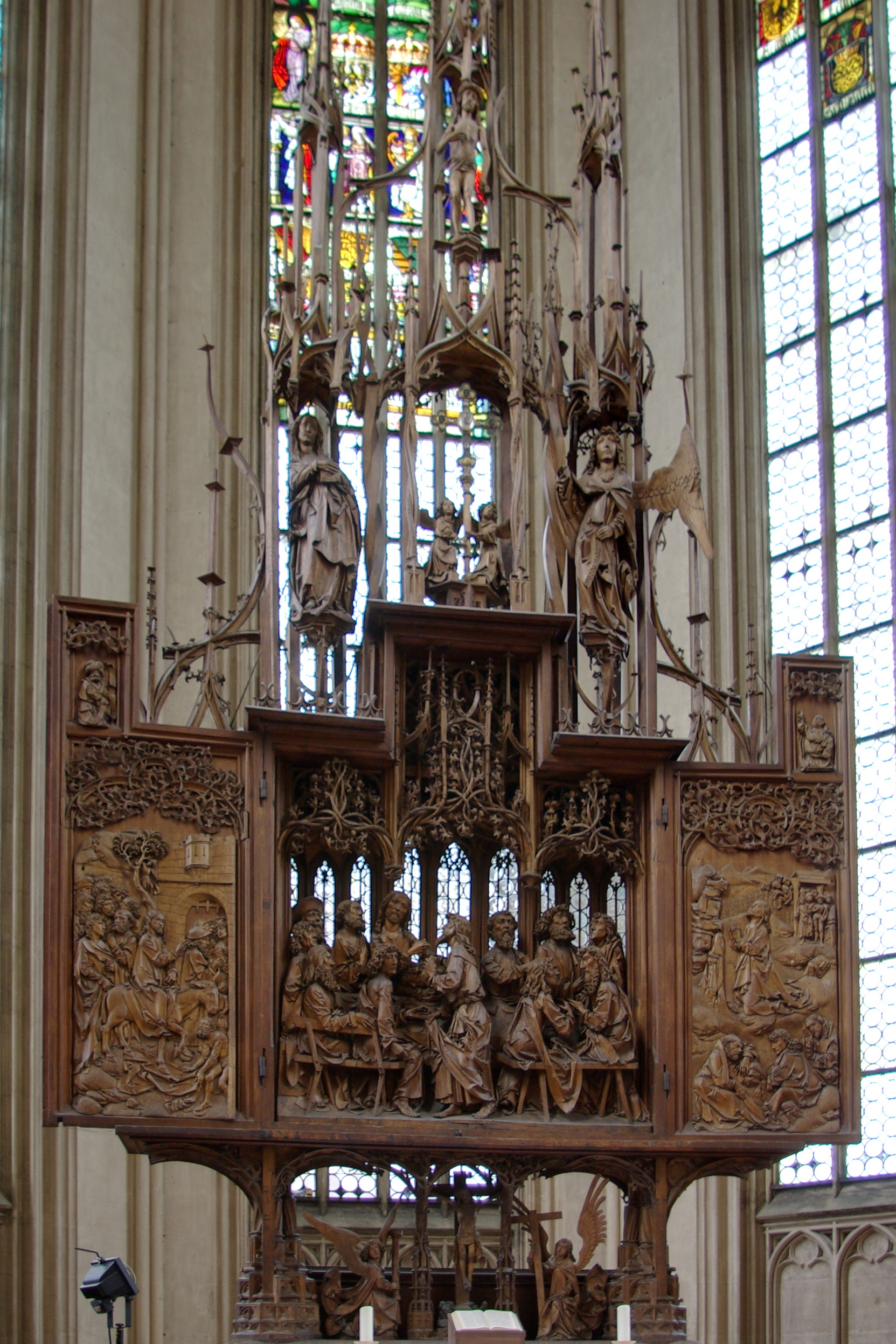
Ołtarz Krwi Chrystusa
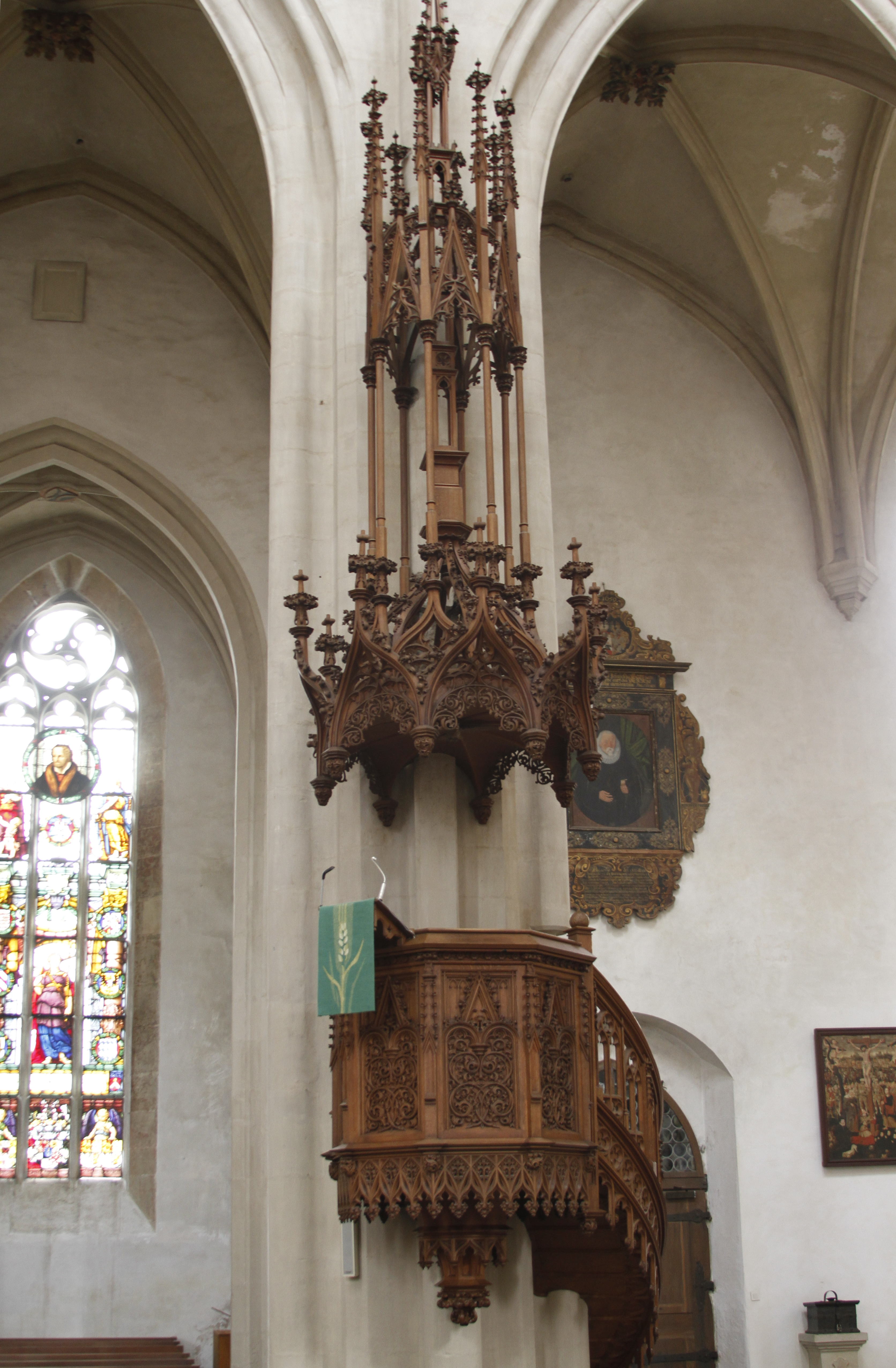
Ambona
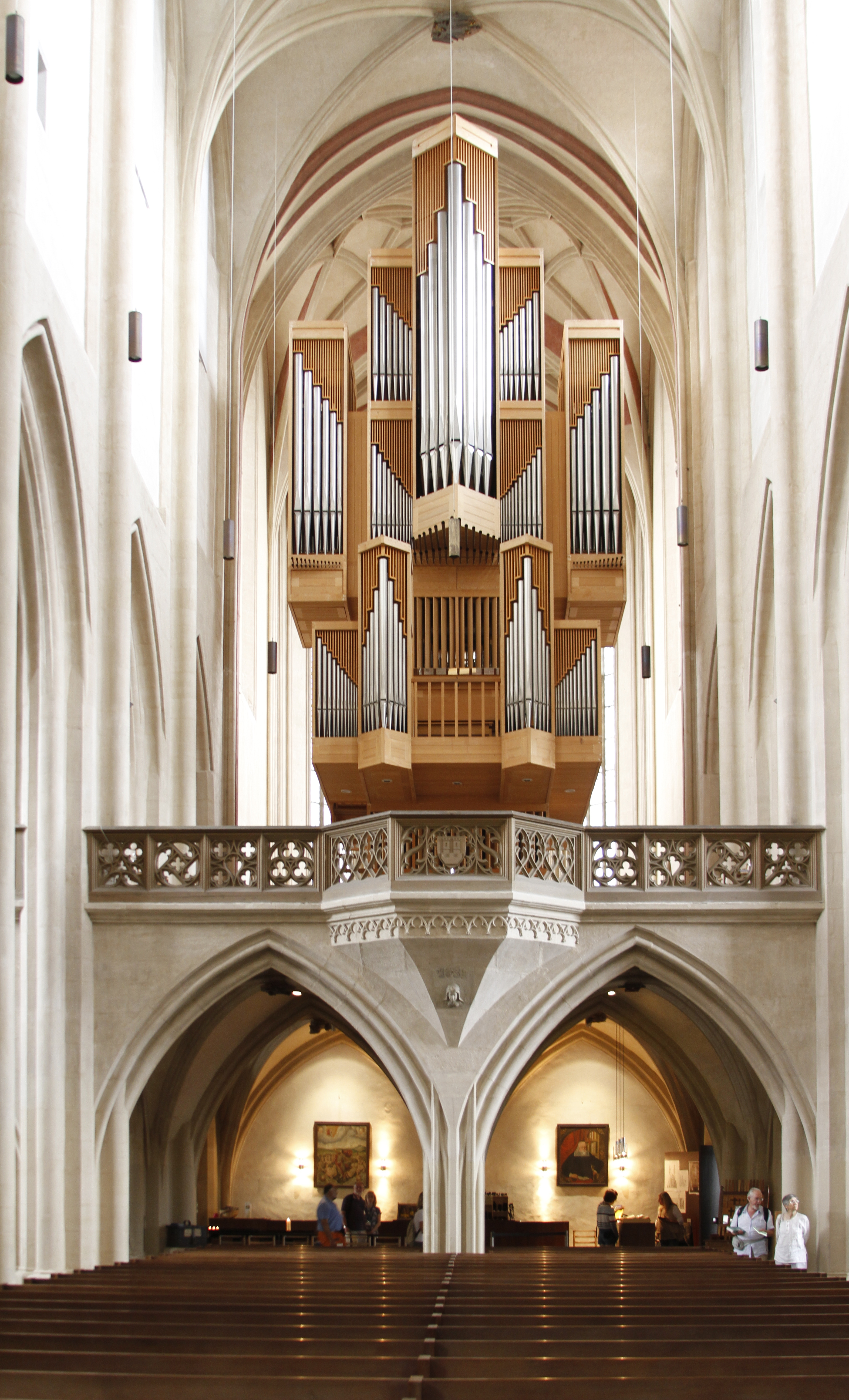
Empora i organy
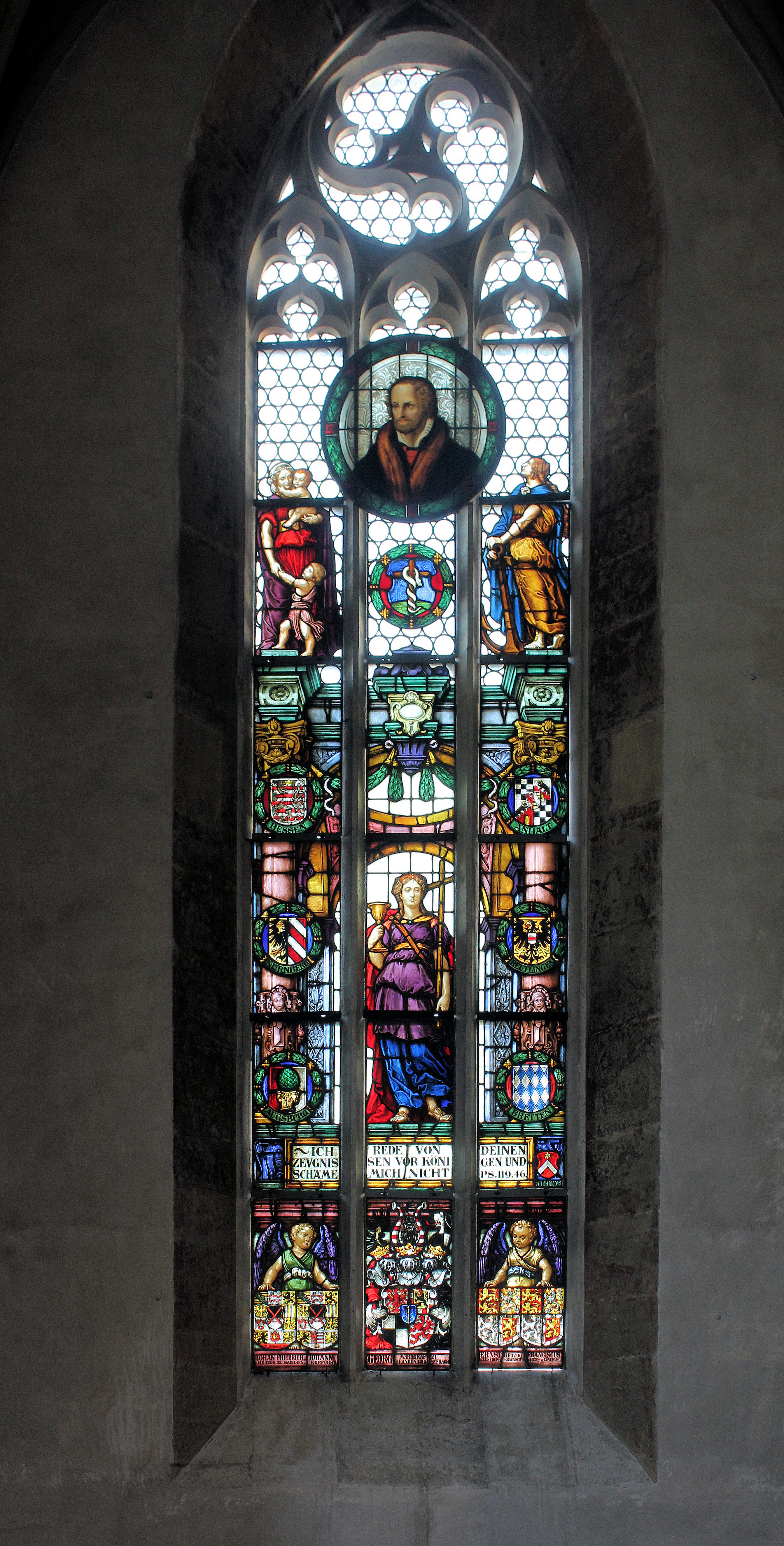
Witraż
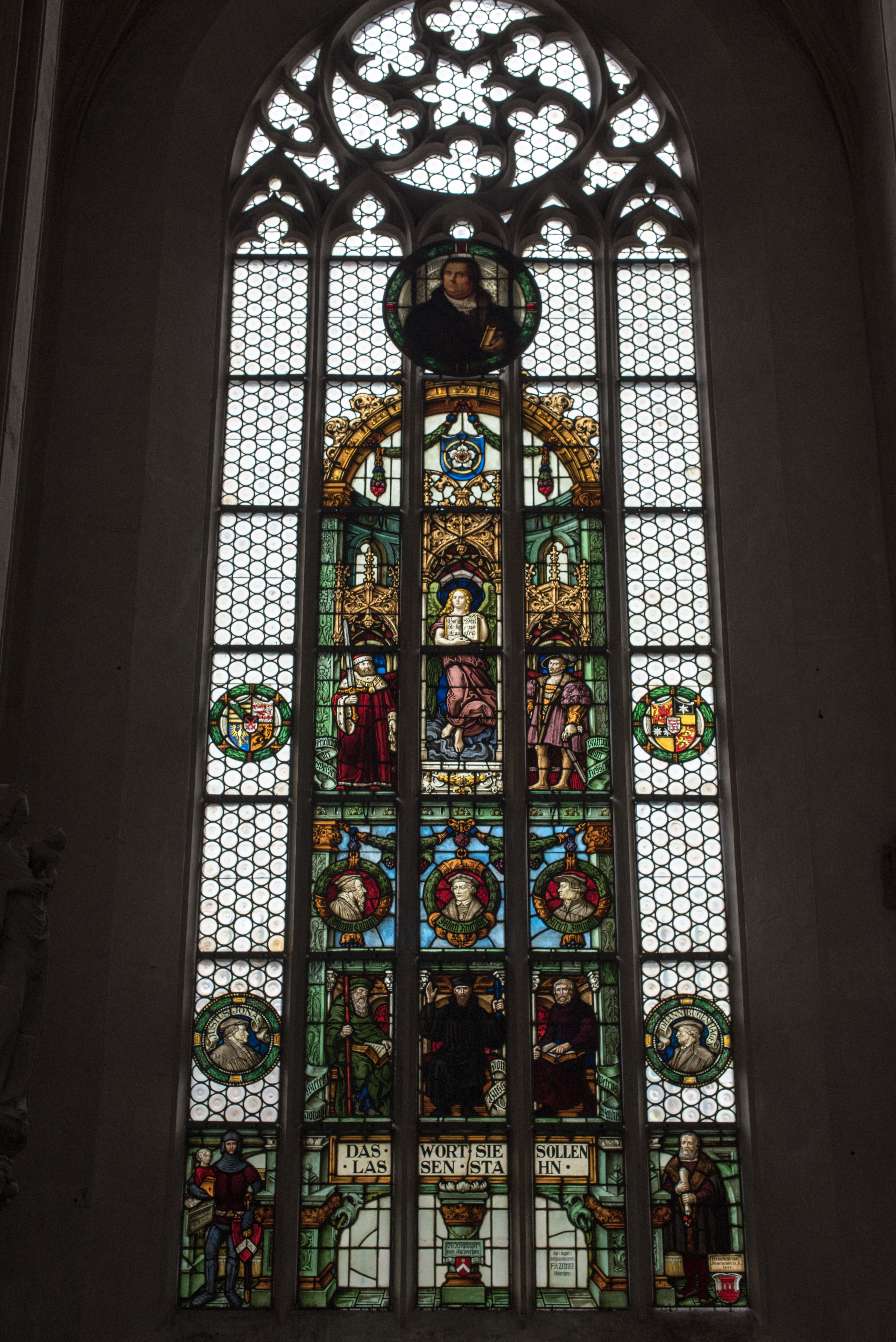
Witraż